# Omar Richards
Omar Tyrell Crawford Richards, noto semplicemente come Omar Richards (Lewisham, 15 febbraio 1998), è un calciatore inglese, difensore del Nottingham Forest.

## Biografia
È di origini giamaicane.

## Caratteristiche tecniche
È un mancino naturale che gioca da terzino sinistro o da esterno di centrocampo.

## Carriera

### Club

#### Reading
Cresciuto calcisticamente nel Fulham, nel 2013 è stato acquistato dal Reading con cui ha firmato il primo contratto professionistico tre anni più tardi. Ha esordito fra i professionisti l'8 agosto 2017 disputando l'incontro di Championship perso 2-0 contro il QPR. Il 30 novembre seguente ha rinnovato il proprio contratto fino al 2021 ed il 20 febbraio 2018 ha trovato la prima rete in carriera aprendo le marcature nel match pareggiato 1-1 contro il Nottingham Forest.

#### Bayern Monaco
Il 27 maggio 2021, viene annunciato il suo ingaggio a parametro zero da parte del Bayern Monaco, con il quale sottoscrive un contratto quadriennale.
Con i bavaresi vince la Bundesliga e la Supercoppa, collezionando 17 presenze in tutte le competizioni.

#### Nottingham Forest
Dopo un solo anno in Germania, il 10 luglio 2022 fa ritorno in Inghilterra al Nottingham Forest, neopromosso in Premier League, con cui firma un contratto di quattro anni.

### Nazionale
Il 30 agosto 2019 ha ricevuto la sua prima convocazione dalla nazionale Under-21 inglese, con la quale ha fatto il suo debutto l'11 ottobre 2019 nel pareggio per 2-2 contro la Slovenia a Maribor.

## Statistiche
Statistiche aggiornate al 31 maggio 2022.

### Presenze e reti nei club
| Stagione        | Squadra           | Campionato      | Campionato | Campionato | Coppe nazionali | Coppe nazionali | Coppe nazionali | Coppe continentali | Coppe continentali | Coppe continentali | Altre coppe | Altre coppe | Altre coppe | Totale | Totale | Totale |
| Stagione        | Squadra           | Comp            | Pres       | Reti       | Comp            | Pres            | Reti            | Comp               | Pres               | Reti               | Comp        | Pres        | Reti        | Pres   | Reti   |        |
| --------------- | ----------------- | --------------- | ---------- | ---------- | --------------- | --------------- | --------------- | ------------------ | ------------------ | ------------------ | ----------- | ----------- | ----------- | ------ | ------ | ------ |
| 2017-2018       | Reading           | FLC             | 13         | 2          | FACup+CdL       | 2+1             | 0               |                    | -                  | -                  |             | -           | -           | 16     | 2      |        |
| 2018-2019       | Reading           | FLC             | 10         | 0          | FACup+CdL       | 1+1             | 0               |                    | -                  | -                  |             | -           | -           | 12     | 0      |        |
| 2019-2020       | Reading           | FLC             | 28         | 0          | FACup+CdL       | 4+2             | 1+0             |                    | -                  | -                  |             | -           | -           | 34     | 1      |        |
| 2020-2021       | Reading           | FLC             | 41         | 0          | FACup+CdL       | 0+1             | 0+0             |                    | -                  | -                  |             | -           | -           | 42     | 0      |        |
| Totale Reading  | Totale Reading    | Totale Reading  | 92         | 2          |                 | 12              | 1               |                    | -                  | -                  |             | -           | -           | 104    | 3      |        |
| 2021-2022       | Bayern Monaco     | BL              | 12         | 0          | CG              | 1               | 0               | UCL                | 4                  | 0                  | SG          | 0           | 0           | 17     | 0      |        |
| 2021-2022       | Nottingham Forest | PL              | -          | -          | FACup+CdL       | -               | -               |                    | -                  | -                  |             | -           | -           | -      | -      |        |
| Totale carriera | Totale carriera   | Totale carriera | 104        | 2          |                 | 13              | 1               |                    | 4                  | 0                  |             | 0           | 0           | 121    | 3      |        |

## Palmarès

### Club

#### Competizioni nazionali
- Supercoppa di Germania: 1

Bayern Monaco: 2021
- Campionato tedesco: 1

Bayern Monaco: 2021-2022

#### Competizioni internazionali
- UEFA Conference League: 1

Olympiakos: 2023-2024